# جورج مور (عالم)
جورج مور (بالإنجليزية: George Thomas Moore)‏ (و 1871 – 1956 م) هو عالم نبات أمريكي، ولد في إنديانابوليس، توفي عن عمر يناهز 85 عاماً.

## التعليم
تعلم في جامعة هارفارد.